# Trefl Gdańsk 2019-2020
Questa voce raccoglie le informazioni riguardanti il Trefl Gdańsk nelle competizioni ufficiali della stagione 2019-2020.

## Organigramma societario
Area direttiva
- Presidente: Dariusz Gadomski

Area tecnica
- Allenatore: Michał Winiarski
- Allenatore in seconda: Roberto Rotari

## Rosa
| N° | Nome               | Ruolo | Data di nascita  | Nazionalità sportiva |
| -- | ------------------ | ----- | ---------------- | -------------------- |
| 1  | Bartosz Filipiak   | O     | 27 febbraio 1994 | Polonia              |
| 4  | Łukasz Kozub       | P     | 3 novembre 1997  | Polonia              |
| 5  | Marcin Janusz      | P     | 31 luglio 1994   | Polonia              |
| 6  | Szymon Jakubiszak  | S     | 13 febbraio 1998 | Polonia              |
| 9  | Kewin Sasak        | O     | 20 febbraio 1997 | Polonia              |
| 10 | Bartosz Weber      | L     | 14 marzo 2001    | Polonia              |
| 11 | Mateusz Janikowski | S     | 5 maggio 1999    | Polonia              |
| 12 | Karol Urbanowicz   | C     | 24 febbraio 2001 | Polonia              |
| 13 | Ruben Schott       | S     | 8 luglio 1994    | Germania             |
| 14 | Maciej Olenderek   | L     | 16 ottobre 1992  | Polonia              |
| 15 | Paweł Halaba       | S     | 14 dicembre 1995 | Polonia              |
| 16 | Fabian Majcherski  | L     | 28 marzo 1997    | Polonia              |
| 17 | Bartłomiej Mordyl  | C     | 31 gennaio 1995  | Polonia              |
| 18 | Pablo Crer         | C     | 12 giugno 1989   | Argentina            |
| 20 | Wojciech Grzyb     | C     | 4 gennaio 1981   | Polonia              |